# Émile Boniface
Duplessis Désiré Boniface dit Émile Boniface, né à Bapaume, le 17 juin 1820 et mort à Montmorency le 10 septembre 1895, est un artiste peintre français.

## Biographie
Portraitiste et peintre de genre, Émile Boniface est l'élève de Merry-Joseph Blondel à l’École des beaux-arts où il est entré le 6 octobre 1836. Il participe aux Salons parisiens à partir de 1857 où il expose Enfance de Haydn. Il obtient une mention honorable aux Salons de 1857 et 1863.

## Œuvres
- Enfance de Haydn, 1857
- Portrait en pied de M. le comte N. d'O..., 1863
- Auguste, 1863[4]
- Idylle, 1866
- Les Orphelins, souvenir de la baie de Cancale, 1873
- Jeune Fille surprise par un jeune faune, 1879
- Retour de pêche (Voir)